# Las Pilas, Chicoasén
Las Pilas är en ort i Mexiko.   Den ligger i kommunen Chicoasén och delstaten Chiapas, i den sydöstra delen av landet, 700 km öster om huvudstaden Mexico City. Las Pilas ligger 1 156 meter över havet och antalet invånare är 297.
Terrängen runt Las Pilas är kuperad åt nordost, men åt sydväst är den bergig. Runt Las Pilas är det ganska glesbefolkat, med 47 invånare per kvadratkilometer. Närmaste större samhälle är Copainalá, 10,7 km nordväst om Las Pilas. I omgivningarna runt Las Pilas växer huvudsakligen savannskog.